# John Hannah (cầu thủ bóng đá)
John Hannah (sinh ngày 25 tháng 10 năm 1962) là một cựu cầu thủ bóng đá người Anh thi đấu ở Football League ở vị trí tiền đạo cho Darlington. Ông cũng thi đấu bóng đá non-league cho Fryston Colliery Welfare và Scarborough. Hannah, từng là một thợ điện ở Kellingley Colliery, gia nhập Darlington theo dạng không hợp đồng, và từng thi đấu cho đội bóng trong Vụ tấn công của thợ mỏ năm 1984.